# U 155 (U-Boot, 1941)
U 155 war ein deutsches U-Boot vom Typ IX C, das im Zweiten Weltkrieg von der deutschen Kriegsmarine eingesetzt wurde.

## Technik und Geschichte
Die Boote der Klasse IX C waren für die ozeanische Verwendung konzipiert und wurden daher auch „Ozeanboote“ genannt. U 155 war ein U-Boot vom Zweihüllentyp und hatte eine Wasserverdrängung von 1120 t über und 1232 t unter Wasser. Es hatte eine Länge von 76,76 m, eine Breite von 6,76 m und einen Tiefgang von 4,70 m. Mit den beiden 2200 PS MAN-Neunzylinder-Viertakt Dieselmotoren M 9 V 40/46 mit Aufladung konnte eine Höchstgeschwindigkeit über Wasser von 18,3 kn erreicht werden. Bei 10 kn Fahrt konnten 12.000 Seemeilen zurückgelegt werden. Die beiden 500 PS SSM-Doppel-E-Maschinen GU 345/34 hatten 62 × 62 Akku-Zellen AFA Typ 44 MAL 740 W. Es konnte eine Höchstgeschwindigkeit unter Wasser von 7,3 kn erreicht werden. Bei 4 kn Fahrt konnte eine Strecke von 64 Seemeilen zurückgelegt werden. Aus 4 Bug- und 2 Hecktorpedorohren konnten 22 Torpedos oder bis zu 44 TMA- oder 66 TMB-Minen ausgestoßen werden. Die Tauchtiefe betrug 100 – 200 m. Die Schnelltauchzeit betrug 35 Sekunden. Es hatte ein 10,5-cm Utof L/45 Geschütz mit 180 Schuss und 1 × 3,7-cm Fla-Waffe mit 2625 Schuss, 1 × 2-cm-Fla-Waffe mit 4250 Schuss. Ab 1943/44 erfolgte bei diesem Bootstyp der Ausbau der 10,5-cm-Kanone und Einbau von 4 × 2-cm-Zwillings-Fla-Geschützen mit 8.500 Schuss. Die Besatzungsstärke konnte aus vier Offizieren und 44 Mannschaften bestehen. Die Kosten für den Bau betrugen 6.448.000 Reichsmark.
U 155 wurde am 1. Oktober 1940 von der AG Weser in Bremen auf Kiel gelegt und am 23. August 1941 mit Kapitänleutnant Adolf Cornelius Piening als Kommandant in den aktiven Dienst übergeben. Ein späterer Kapitän des Bootes, Leutnant zur See Ludwig-Ferdinand von Friedeburg, war der mit gerade mal 20 Jahren jüngste U-Boot-Kommandant im gesamten Krieg. Wie die meisten U-Boote seiner Zeit trug auch U 155 bootsspezifische Embleme am Turm: Zum einen das Wappen seiner Patenstadt Schwelm, zum anderen einen Stern auf dem ein U-Boot und der Bergmannsgruß „Glück auf“ dargestellt waren. Ein ähnlicher Stern war im Ersten Weltkrieg von der Kronprinzessin Cecilie an den Kommandanten des U-Kreuzers U 155 übergeben. Dessen Kommandant übergab eine Darstellung des Sterns auf einem Wappen der Besatzung von U 155 bei der Indienststellung des Bootes.

## Einsatzstatistik
Das Boot gehörte nach seiner Indienststellung am 23. August 1941 bis zum 31. Januar 1942 als Ausbildungsboot zur 4. U-Flottille in Stettin. Nach der Ausbildung gehörte U 155 vom 1. Februar 1942 bis zum 14. August 1944 als Frontboot zur 10. U-Flottille in Lorient, bevor es vom 15. August 1944 bis zum 8. Mai 1945 zur 33. U-Flottille nach Flensburg kam.
Das Boot unternahm zehn Feindfahrten, auf denen 26 Schiffe mit einer Gesamttonnage von 140.449 BRT versenkt und ein Schiff mit 6.736 BRT beschädigt werden konnte. Am 15. November 1942 versenkte U 155 den britischen Geleitflugzeugträger HMS Avenger sowie das britische Truppentransportschiff Ettrick und beschädigte das US-Frachtschiff Almaack. Am 4. Mai 1943 konnte das Boot eine P-51 Mustang des 126. RAF-Geschwaders abschießen.

### Erste Unternehmung
Das Boot lief am 7. Februar 1942 um 11.40 Uhr von Kiel aus und lief am 8. Februar 1942 um 15.50 Uhr in Helgoland ein. Es lief am 9. Februar 1942 um 18.45 Uhr dort wieder aus und lief am 27. März 1942 um 10.05 Uhr in Lorient ein. Auf dieser 51 Tage dauernden und ca. 7.740 sm über und 267 sm unter Wasser langen Unternehmung in den Westatlantik zur Ostküste der Vereinigten Staaten vor Kap Hatteras wurden drei Schiffe mit 17.657 BRT versenkt.
- 22. Februar 1942: Versenkung des norwegischen Motorschiffes Sama (Lage) mit 1.799 BRT. Das Schiff wurde durch einen Torpedo versenkt. Er hatte 1.000 ts Porzellanerde geladen und war auf dem Weg von Cardiff und Belfast nach St. John’s. Das Schiff gehörte zum Konvoi ONS 67. Es gab 20 Tote und 19 Überlebende.
- 22. Februar 1942: Versenkung des britischen Motortankers Adellen (Lage) mit 7.984 BRT. Der Tanker wurde durch einen Torpedo versenkt. Er fuhr in Ballast und war auf dem Weg von Newport (Gwent) nach Trinidad. Es gab 36 Tote und 12 Überlebende. Das Schiff gehörte zum Konvoi ONS 67 mit 37 Schiffen.
- 7. März 1942: Versenkung des brasilianischen Dampfers Arabutan (Lage) mit 7.874 BRT. Der Dampfer wurde durch einen Torpedo versenkt. Er hatte 9.680 t Kohle und Koks geladen und war auf dem Weg von New York und Hampton Roads nach Trinidad und Rio de Janeiro. Es gab einen Toten und 54 Überlebende.

### Zweite Unternehmung
Das Boot lief am 20. April 1942 um 19.30 Uhr von Lorient aus und lief am 14. Juni 1942 um 7.35 Uhr wieder dort ein. Auf dieser 54 Tage dauernden und 9.284,5 sm über und 335,5 sm unter Wasser langen Unternehmung in den Westatlantik, die Karibik und den Panamakanal wurden sieben Schiffe mit 32.329 BRT versenkt.
- 14. Mai 1942: Versenkung des belgischen Motorschiffes Brabant (Lage) mit 2.483 BRT. Das Schiff wurde durch einen Torpedo versenkt. Es fuhr in Ballast und war auf dem Weg von Glasgow nach Trinidad und Curaçao. Es gab drei Tote und 30 Überlebende.
- 17. Mai 1942: Versenkung des britischen Tankers San Victorio (Lage) mit 8.136 BRT. Der Tanker wurde durch drei Torpedos (ein Fehlschuss) versenkt. Er hatte 12.000 t Benzin und Paraffin sowie einen Passagier an Bord. Das Schiff befand sich auf dem Weg von Curacao über Freetown nach Großbritannien. Es gab 52 Tote (einschließlich des Passagiers) und einen Überlebenden.
- 17. Mai 1942: Versenkung des US-amerikanischen Motorschiffes Challenger (Lage) mit 7.667 BRT. Das Schiff wurde durch drei Torpedos (ein Fehlschuss) versenkt. Er hatte 8.400 t Stückgut geladen und befand sich auf dem Weg von New York nach Kapstadt. Es gab acht Tote und 63 Überlebende.
- 20. Mai 1942: Versenkung des panamaischen Tankers Sylvan Arrow (Lage) mit 7.797 BRT. Der Tanker wurde durch einen Torpedo versenkt. Er hatte 12.500 t Rohöl geladen und war auf dem Weg von Curacao in die Tafelbucht. Es gab einen Toten und 43 Überlebende. Das Schiff gehörte zum  Konvoi OT 1.
- 23. Mai 1942: Versenkung des panamaischen Dampfers Watsonville (Lage) mit 2.220 BRT. Der Dampfer wurde durch einen Torpedo versenkt. Er hatte Stückgut geladen und befand sich auf dem Weg von Bermuda und St. Vincent nach Trinidad. Es gab keine Verluste.
- 28. Mai 1942: Versenkung des niederländischen Dampfers Poseidon (Lage) mit 1.928 BRT. Der Dampfer wurde durch vier Torpedos (zwei Fehlschüsse) versenkt. Er fuhr in Ballast und war auf dem Weg von Demerara über Trinidad nach New York. Es war ein Totalverlust mit 32 Toten.
- 30. Mai 1942: Versenkung des norwegischen Motorschiffes Baghdad (Lage) mit 2.161 BRT. Das Schiff wurde durch fünf Torpedos (zwei Fehlschüsse) versenkt. Er hatte 2.700 t Stückgut sowie 316 Sack Post geladen und befand sich auf dem Weg von New York nach Pernambuco. Es gab neun Tote und 21 Überlebende.

### Dritte Unternehmung
Das Boot lief am 9. Juli 1942 um 20.30 Uhr von Lorient aus und lief am 15. September 1942 um 9.00 Uhr wieder dort ein. Auf dieser 76 Tage dauernden und 11.433 sm über und 310 sm unter Wasser langen Unternehmung in den Westatlantik, südlich Trinidad und vor der Küste von Guayana wurden zehn Schiffe mit 43.514 BRT versenkt.
- 28. Juli 1942: Versenkung des brasilianischen Dampfers Barbacena (Lage) mit 4.772 BRT. Der Dampfer wurde durch vier Torpedos (zwei Fehlschüsse) versenkt. Er hatte Kaffee, Rizinus-Samen und Bohnen geladen und befand sich auf dem Weg von Santos nach Trinidad. Es gab sechs Tote und 54 Überlebende.
- 28. Juli 1942: Versenkung des brasilianischen Dampfers Piave (Lage) mit 2.347 BRT. Der Dampfer wurde durch einen Torpedo und Artillerie versenkt. Er fuhr in Ballast und war auf dem Weg von Belém über Carapito (Venezuela) nach Trinidad.
- 29. Juli 1942: Versenkung des norwegischen Dampfers Bill (Lage) mit 2.445 BRT. Der Dampfer wurde durch einen Torpedo versenkt. Er hatte Stückgut, Kakao sowie 500 t Manganerz geladen und war auf dem Weg von Bahia nach Trinidad. Es gab einen Toten und 23 Überlebende.
- 30. Juli 1942: Versenkung des US-amerikanischen Dampfers Cranford (Lage) mit 6.096 BRT. Der Dampfer wurde durch einen Torpedo versenkt. Er hatte 6.600 t Chrom-Erz und 1600 t Baumwolle geladen und befand sich auf dem Weg von Kapstadt nach Trinidad. Es gab elf Tote und 36 Überlebende.
- 1. August 1942: Versenkung des niederländischen Dampfers Kentar (Lage) mit 5.878 BRT. Der Dampfer wurde durch drei Torpedos (ein Versager) versenkt. Er hatte 1.500 t Manganerz geladen und befand sich auf dem Weg von Bombay über Durban und Trinidad nach St. John’s. Es gab 17 Tote und 66 Überlebende.
- 1. August 1942: Versenkung des britischen Dampfers Clan Macnaughton (Lage) mit 6.088 BRT. Der Dampfer wurde durch zwei Torpedos versenkt. Er hatte 10.670 Baumwollballen geladen und befand sich auf dem Weg von Alexandria über Freetown nach Trinidad. Es gab fünf Tote und 81 Überlebende.
- 4. August 1942: Versenkung des britischen Dampfers Empire Arnold (Lage) mit 7.045 BRT. Der Dampfer wurde durch zwei Torpedos versenkt. Er hatte Flugzeuge, Panzer und LKWs sowie zwei Passagiere an Bord und befand sich auf dem Weg von New York über Trinidad und Kapstadt nach Alexandria. Es gab neun Tote und 50 Überlebende. Das Schiff gehörte zum Konvoi E-6 mit elf Schiffe.
- 5. August 1942: Versenkung des niederländischen Motorschiffes Draco (Lage) mit 389 BRT. Das Schiff wurde durch Artillerie versenkt. Er hatte 514 t Stückgut geladen und war auf dem Weg von Santos über Rio de Janeiro nach Barbados. Es gab keine Verluste, 16 Überlebende.
- 9. August 1942: Versenkung des britischen Tankers San Emiliano (Lage) mit 8.071 BRT. Der Tanker wurde durch zwei Torpedos (ein Fehlschuss) versenkt. Er hatte 11.286 t Flugbenzin geladen und befand sich auf dem Weg von Curacao und Trinidad zur Tafelbucht und nach Suez. Es gab 40 Tote und acht Überlebende.
- 10. August 1942: Versenkung des niederländischen Motorschiffes Strabo (Lage) mit 383 BRT. Das Schiff wurde durch Artillerie versenkt. Er hatte 504 t Paranüsse geladen und befand sich auf dem Weg von Maranham nach Barranquilla. Es gab keine Verluste, 13 Überlebende.

### Vierte Unternehmung
Das Boot lief am 7. November 1942 um 16.30 Uhr von Lorient aus und lief am 30. Dezember 1942 um 9.45 Uhr wieder dort ein. Auf dieser 53 Tage dauernden und 7767 sm langen Unternehmung in den Mittelatlantik, westlich Gibraltar und Marokko wurden zwei Schiffe mit 19.735 BRT sowie ein Flugzeugträger mit 13.785 t versenkt und ein Schiff mit 6.736 BRT beschädigt.
- 15. November 1942: Beschädigung des US-amerikanischen Materialtransporters Almaack mit 6.736 BRT. Das Schiff wurde durch Torpedos beschädigt. Das Schiff gehörte zum  Konvoi MKF 1Y mit acht Schiffen.
- 15. November 1942: Versenkung der britischen Truppentransporters Ettrick (Lage) mit 11.279 BRT. Das Schiff wurde durch Torpedos versenkt. Es fuhr in Ballast und war auf dem Weg von Gibraltar nach Glasgow. Das Schiff gehörte zum Konvoi MKF 1Y mit acht Schiffen. Es gab 24 Tote und 250 Überlebende.
- 15. November 1942: Versenkung des britischen Geleitflugzeugträgers HMS Avenger (Lage) mit 13.785 ts. Der Flugzeugträger wurde durch Torpedos versenkt. Er gehörte zum Konvoi MKF 1Y mit acht Schiffen. Es gab 470 Tote und 12 Überlebende.
- 6. Dezember 1942: Versenkung des niederländischen Dampfers Serooskerk (Lage) mit 8.456 BRT. Der Dampfer wurde durch vier Torpedos (ein Versager) versenkt. Er hatte 2.314 t Militärgüter sowie 4.246 t Stückgut geladen und war auf dem Weg von London über Durban und Colombo nach Kalkutta. Das Schiff gehörte zum Konvoi ON 149. Es war ein Totalverlust mit 83 Toten.

### Fünfte Unternehmung
Das Boot lief am 8. Februar 1943 um 16.20 Uhr von Lorient aus und lief am 30. April 1943 um 14.30 Uhr wieder dort ein. Auf dieser 81 Tage dauernden und 11.472 sm langen Unternehmung in den Westatlantik, die Karibik und den Golf von Mexiko wurden zwei Schiffe mit 7.973 BRT versenkt.
- 2. April 1943: Versenkung des norwegischen Dampfers Lysefjord (Lage) mit 1.091 BRT. Der Dampfer wurde durch zwei Torpedos (ein Fehlschuss) versenkt. Er hatte Holz, Asphalt sowie Maschinen geladen und befand sich auf dem Weg von Tampa nach Puerto Barrios. Es gab vier Tote und 18 Überlebende.
- 3. April 1943: Versenkung des US-amerikanischen Tankers Gulfstate mit 6.882 BRT. Der Tanker wurde durch zwei Torpedos versenkt. Er hatte 68.417 Barrel Dieselöl geladen und befand sich auf dem Weg von Corpus Christi über New York nach Portland (Maine). Es gab 36 Tote und 38 Überlebende.

### Sechste Unternehmung
Das Boot lief am 10. Juni 1943 um 14.00 Uhr von Lorient aus und lief am 16. Juni 1943 um 15.40 Uhr wieder dort ein.
U 155 wurde am 14. Juni 1943 von einem Flugzeug des 307. RAF-Geschwaders angegriffen und leicht beschädigt und musste den Einsatz abbrechen.

### Siebte Unternehmung
Das Boot lief am 30. Juni 1943 um 15.00 Uhr von Lorient aus und lief am 11. August 1943 um 17.33 Uhr wieder dort ein. Auf dieser 42 Tage dauernden und 5.832 sm langen Unternehmung im mittleren Atlantik wurden keine Schiffe versenkt oder beschädigt. Es wurden drei Boote der Gruppe Monsun (Ostasienboote) versorgt.

### Achte Unternehmung
Das Boot lief am 18. September 1943 um 18.30 Uhr von Lorient aus und lief am 19. September 1943 um 22.45 Uhr in Brest ein. Es lief am 21. September 1943 um 16.10 Uhr wieder dort aus und lief am 1. Januar 1944 um 9.30 Uhr in Lorient ein. Auf dieser 115 Tage dauernden und ca. 11.700 sm langen Unternehmung in den Mittelatlantik, westlich der Azoren und vor der brasilianischen Küste wurde ein Schiff mit 5.393 BRT versenkt. U 155 wurde am 4./5. Oktober 1943 von U 488 mit Proviant und 30 m³ Kraftstoff versorgt.
- 24. Oktober 1943: Versenkung des norwegischen Motorschiffes Siranger (Lage) mit 5.393 BRT. Das Schiff wurde durch einen T-V Torpedo versenkt. Es hatte 7.300 t Stückgut sowie fünf Panzerwagen, LKWs und Straßenbaumaschinen geladen und befand sich auf dem Weg von New York und Trinidad nach Takoradi und Duala. Es gab keine Verluste.

### Neunte Unternehmung
Das Boot lief am 5. März 1944 um 19.00 Uhr von Lorient aus und lief am 6. März 1944 um 18.25 Uhr wegen Schäden nach einem Fliegerangriff wieder dort ein. Es lief am 11. März 1944 um 18.45 Uhr wieder aus Lorient aus und lief am 23. Juni 1944 um 6.30 Uhr wieder dort ein. Auf dieser 109 Tage dauernden und ca. 8.450 sm über und 2.348 sm unter Wasser langen Unternehmung in den Mittel- und Südatlantik, vor Freetown und dem Golf von Guinea wurden keine Schiffe versenkt oder beschädigt.

### Zehnte Unternehmung
Das Boot lief am 9. September 1944 von Lorient aus und am 17. Oktober 1944 um 19.50 Uhr in Kristiansand ein. Von dort lief es am 18. Oktober 1944 um 18.00 Uhr aus und am 19. Oktober 1944 in Frederikshavn ein. Noch am gleichen Tag um 12.30 Uhr verließ U 155 Frederikshavn und lief am 21. Oktober 1944 um 19.00 Uhr in Flensburg ein. Auf dieser 42 Tage dauernden, ca. 895 sm über und 1.568 sm unter Wasser langen Unternehmung in den Nordatlantik und zur Überführung des Bootes nach Deutschland wurden keine Schiffe versenkt oder beschädigt.

## Verbleib
Nach der bedingungslosen Kapitulation der Wehrmacht am 8. Mai 1945 wurde das Boot an die Alliierten übergeben und am 30. Juni 1945 nach Loch Ryan in Schottland gebracht. Am 21. Dezember 1945 wurde es im Rahmen der Operation Deadlight ca. 100 Seemeilen vor der irischen Küste versenkt.
U 155 verlor während seiner Dienstzeit fünf Besatzungsmitglieder.